# Vidéo Commerce
 (mars 2023).
Si vous disposez d'ouvrages ou d'articles de référence ou si vous connaissez des sites web de qualité traitant du thème abordé ici, merci de compléter l'article en donnant les références utiles à sa vérifiabilité et en les liant à la section « Notes et références ».
Le Vidéo Commerce désigne les transactions commerciales générées par la visualisation d'une vidéo en utilisant les communications internet. La vidéo peut être téléchargée puis visualisée ou bien être visionnée en ligne. La visualisation se fait par l'intermédiaire d'un lecteur vidéo. La vidéo est soit associée à une page de présentation du produit ou  service, page qui comporte un bouton "Acheter", soit la vidéo comporte à l'intérieur un lien cliquable qui permet à l'internaute de commander le produit ou d'obtenir plus  d'informations. Le Vidéo Commerce peut être mis en place sur tout équipement relié à internet un ordinateur, un téléphone mobile, un assistant personnel PDA. Les fichiers vidéo peuvent être hébergés sur le site de l’e-commerçant qui les utilise ou le plus souvent sur le site du prestataire qui fournit au site de l’e-commerçant les vidéos provenant de très nombreux fabricants.